# Tang Lihong
Tang Lihong (chiń. 汤礼红; ur. 1971) – chińska judoczka.
Siódma na mistrzostwach świata w 1997 i 1999. Startowała w Pucharze Świata w 1997 i 2000. Złota medalistka mistrzostw Azji w 1991 i 1993; brązowa w 1995. Druga na igrzyskach Azji Wschodniej w 1993 i trzecia w 1997 roku.